# Mukoperiostlappen
Der Mukoperiostlappen (von Tunica mucosa (lat.: tunica ,Haut‘, ,Gewebe(schicht)‘, mucus ‚Schleim‘), kurz: Mukosa) ist die Kurzbezeichnung für den Schleimhaut-Periost-Lappen, (engl.: mucoperiosteal flap) einem Mundschleimhautlappen, welcher mit dem darunter liegenden Periost (Knochenhaut) fest verbunden ist. Bei kieferchirurgischen Eingriffen wird der Mukoperiostlappen nach der Schnittführung mittels eines  Raspatoriums vom Knochen abpräpariert und dient nach dem Eingriff zum Wundverschluss.

## Mukoperiostlappen nach Rehrmann
Der Mukoperiostlappen nach Rehrmann (auch Trapezlappenplastik, Rehrmann-Plastik) ist ein von Alfred Rehrmann erstmals 1936 beschriebener trapezförmiger, zur Basis breiter werdender, gestielter Lappen, dessen Periost geschlitzt wird, um ihn entsprechend dehnen zu können. Er dient zum plastischen Verschluss einer Mund-Antrum-Verbindung.